# Neuenstadt (Baden-Württemberg)
Neuenstadt é uma cidade da Alemanha, no distrito de Heilbronn, na região administrativa de Estugarda, estado de Baden-Württemberg.